# هیزل
هیزل (به آلمانی: Hisel) یک شهر در آلمان است که در بیتبورگ-پروم واقع شده‌است.